# Suaviter in modo, fortiter in re
 Suaviter in modo, fortiter in re  лат. (изговор: суавитер ин модо, фортитер ин ре). Благо по начину, а у суштини непопустљиво.(Исусовци)

## Поријекло изреке
Изрекли Исусовци- Језуити, римокатолички мушки ред (16в.)

## Слично у српском језику
„Тиха вода бријег ваља“

## Тумачење
Ова језуитска девиза каже да блага форма не демантује непопустљиву суштину. Благ никако не значи и слаб човјек. Суштини није потребан аргумент. Она је аргумент по себи. Зато јој је и форма благости често примјерена.